# Liste der Baudenkmäler in Fürth/S
Diese Liste ist eine Teilliste der Liste der Baudenkmäler in Fürth. Grundlage der Liste ist die Bayerische Denkmalliste, die auf Basis des bayerischen Denkmalschutzgesetzes vom 1. Oktober 1973 erstmals erstellt wurde und seither durch das Bayerische Landesamt für Denkmalpflege geführt und aktualisiert wird. Die folgenden Angaben ersetzen nicht die rechtsverbindliche Auskunft der Denkmalschutzbehörde.
Dieser Teil der Liste beschreibt die denkmalgeschützten Objekte in folgenden Straßen:
- Salzstraße
- Schießplatz
- Schillerstraße
- Schindelgasse
- Schirmstraße
- Schlehenstraße
- Schreiberstraße
- Schrödershof
- Schwabacher Straße
- Sigmund-Nathan-Straße
- Simonstraße
- Soldnerstraße
- Sommerstraße
- Sonnenstraße
- Spiegelstraße
- Steubenstraße
- Stiftungsstraße
- Südstadtpark

- Abgegangene Baudenkmäler

## Salzstraße
| Lage                     | Objekt                                                            | Beschreibung | Akten-Nr.                | Bild |
| ------------------------ | ----------------------------------------------------------------- | --- | ------------------------ | ---- |
| Salzstraße 1 (Standort)  | Mietshaus                                                         | Fünfgeschossiger traufseitiger Satteldachbau mit Sandsteinfassade, reich gegliedertem Mittelerker und Zwerchgiebel, Neurenaissance, wohl von Thomas Segitz, 1902/03; bauliche Gruppe mit Salzstraße 3 / 5. | D-5-63-000-1166 Wikidata | BW   |
| Salzstraße 2 (Standort)  | Mietshaus in Ecklage                                              | Dreigeschossiger Satteldachbau mit Sandsteinfassade mit Erker und Giebelaufsatz an der abgeschrägten Ecke, frühe Neurenaissance, wohl von Christoph Schelter, 1880/81; bauliche Gruppe mit Salzstraße 4. und Schwabacher Straße 115. | D-5-63-000-1167 Wikidata | BW   |
| Salzstraße 3 (Standort)  | Mietshaus                                                         | Fünfgeschossiger traufseitiger Satteldachbau mit Sandsteinfassade, reich gegliedertem Mittelerker und Zwerchgiebel, Neurenaissance, wohl von Thomas Segitz, 1903; bauliche Gruppe mit Salzstraße 1 / 5. | D-5-63-000-1168 Wikidata | BW   |
| Salzstraße 4 (Standort)  | Mietshaus                                                         | Dreigeschossiger traufseitiger Satteldachbau mit Sandsteinfassade, frühe Neurenaissance, wohl von Christoph Schelter, 1880/81, bauliche Gruppe mit Salzstraße 2. | D-5-63-000-1169 Wikidata | BW   |
| Salzstraße 5 (Standort)  | Mietshaus                                                         | Fünfgeschossiger traufseitiger Satteldachbau mit Sandsteinfassade, reich gegliedertem Mittelerker und Zwerchgiebel, Neurenaissance, wohl von Thomas Segitz, 1904; bauliche Gruppe mit Salzstraße 1 / 3. | D-5-63-000-1170 Wikidata | BW   |
| Salzstraße 6 (Standort)  | Mietshaus                                                         | Dreigeschossiger Mansarddachbau mit Backsteinfassade mit rustiziertem Sandsteinerdgeschoss und Dachgauben, Neurenaissance, von Johann Knab, 1889–91; bauliche Gruppe mit Salzstraße 8 / 10 / 12. | D-5-63-000-1171 Wikidata | BW   |
| Salzstraße 8 (Standort)  | Mietshaus                                                         | dreigeschossiger Mansarddachbau mit Backsteinfassade mit rustiziertem Sandsteinerdgeschoss und Dachgauben, Neurenaissance, 1888/89; bauliche Gruppe mit Salzstraße 6/10/12 | D-5-63-000-1808          | BW   |
| Salzstraße 10 (Standort) | Mietshaus, ehemals mit Gaststätte „Zur Baumwolle“                 | Dreigeschossiger Mansarddachbau mit Sandsteinfassade, Neurenaissance, von Georg Kißkalt, 1887; östliches Rückgebäude, Wohnhaus, zweigeschossiger Ziegelbau mit Pultdach, gleichzeitig; südliches Rückgebäude, ehemals Remise mit Pferdestall und Kutscherwohnung, zweigeschossiger Ziegelsteinbau mit Pultdach, 1889, Umbau zu Lagerräumen und Werkstätte 1896; westliches Rückgebäude, ehemals Werkstatt und Lagerräume, zweigeschossiger Ziegelbau mit Pultdach, 1897; bauliche Gruppe mit Salzstraße 6 / 8 / 12. | D-5-63-000-1710 Wikidata | BW   |
| Salzstraße 12 (Standort) | Mietshaus                                                         | Dreigeschossiger Mansarddachbau mit Backsteinfassade mit rustiziertem Sandsteinerdgeschoss und Dachgauben, Neurenaissance, von Albin Kupfer, 1889; bauliche Gruppe mit Salzstraße 6 / 8 / 10. | D-5-63-000-1809 Wikidata | BW   |
| Salzstraße 14 (Standort) | Mietshaus                                                         | Fünfgeschossiger traufseitiger Putzbau mit Satteldach, Sandsteinrustika an Erd- und 1. Obergeschoss, Lisenengliederung, Sandsteinerker und flachem Zwerchgiebel, historisierend mit Jugendstil-Elementen, von Karl Gran, 1911; Schuppen, erdgeschossiger geschlämmter Backsteinbau mit Pultdach, gleichzeitig. | D-5-63-000-1609 Wikidata | BW   |
| Salzstraße 24 (Standort) | Mietshaus in Ecklage, ehemals mit „Restauration Zur Ludwigskrone“ | Viergeschossiger Satteldachbau mit Sandsteinfassade mit Erkerturm an der abgeschrägten Ecke, Zwerchhäusern mit Volutengiebeln und ausgebautem Dachgeschoss, im Neu-Nürnberger-Stil, wohl von Thomas Segitz, 1903. | D-5-63-000-1172 Wikidata | BW   |

## Schießplatz
| Lage                           | Objekt                 | Beschreibung | Akten-Nr.                | Bild                   |
| ------------------------------ | ---------------------- | --- | ------------------------ | ---------------------- |
| Schießplatz 4 (Standort)       | Mietshaus              | Viergeschossiger traufseitiger Satteldachbau mit reich gegliederter Sandsteinfassade mit flachem Mittelrisalit mit Attika, Neurenaissance, von Adam Egerer, 1890/91; Rückgebäude, dreigeschossiger Putzbau mit Mansarddach, gleichzeitig; bauliche Gruppe mit Schießplatz 6; Teil des Ensembles Altstadt. | D-5-63-000-1174 Wikidata | Mietshaus              |
| Schießplatz 5 (Standort)       | Ehemaliges Schießhaus  | Freistehender, zweigeschossiger und traufseitiger Sandsteinquaderbau mit Satteldach, Gurtgesims, halbrundem Bodenerker an der westlichen Giebelseite, klassizistisch, wohl von Friedrich Müller, 1829/30; Teil des Ensembles Altstadt.                                                                    | D-5-63-000-1175 Wikidata | weitere Bilder         |
| Schießplatz 6 (Standort)       | Mietshaus              | Viergeschossiger traufseitiger Satteldachbau mit reich gegliederter Sandsteinfassade, Neurenaissance, von Adam Egerer, 1890/91; bauliche Gruppe mit Schießplatz 4; Teil des Ensembles Altstadt. | D-5-63-000-1176 Wikidata | Mietshaus              |
| Schießplatz 8 (Standort)       | Wohnhaus               | Dreigeschossiger Mansarddachbau mit Sandsteinfassade mit Sohlbankgesims und Rosettenfries an der Traufe, spätklassizistisch, um 1870/80; Teil des Ensembles Altstadt. | D-5-63-000-1177 Wikidata | Wohnhaus               |
| Schießplatz 16 (Standort)      | Wohnhaus in Ecklage    | Zweigeschossiger Sandsteinbau mit Satteldach, Blendrahmengliederung, doppeltem Gurtgesims und flachem Zwerchgiebel, spätklassizistisch, von Simon Gieß, 1867/68; bauliche Gruppe mit Angerstraße 20 / 22; Teil des Ensembles Altstadt.                                                                    | D-5-63-000-1178 Wikidata | Wohnhaus in Ecklage    |
| Schießplatz 18 / 20 (Standort) | Doppelhaus             | Langgestreckter, zweigeschossiger und traufseitiger Putzbau mit Satteldach und breiten, verschieferten Giebelzwerchhäusern, klassizistisch, von Johann Korn und Johann Wunderlich, 1833, Zwerchhäuser Ende 19. Jahrhundert; Teil des Ensembles Altstadt.                                                  | D-5-63-000-1179 Wikidata | weitere Bilder         |
| Schießplatz 22 (Standort)      | Ehemaliges Gärtnerhaus | Freistehender, zweigeschossiger Sandsteinbau mit Walmdach, klassizistisch, von Caspar Gran, 1845; Teil des Ensembles Altstadt. | D-5-63-000-1180 Wikidata | Ehemaliges Gärtnerhaus |
| Schießplatz 24 (Standort)      | Mietshaus              | viergeschossiger traufseitiger Putzbau mit rustiziertem Sandsteinerdgeschoss, Gurtgesimsen und Mansarddach, in reduziert historistischen Formen, von Ebert und Gross, 1914; bauliche Einheit mit Eckhaus Pegnitzstraße 41; Teil des Ensembles Altstadt.                                                   | D-5-63-000-1181 Wikidata | Mietshaus              |

## Schillerstraße
| Lage                              | Objekt               | Beschreibung | Akten-Nr.                | Bild                 |
| --------------------------------- | -------------------- | --- | ------------------------ | -------------------- |
| Schillerstraße 3 (Standort)       | Mietshaus            | Dreigeschossiger traufseitiger Satteldachbau mit Sandsteinfassade, Sohlbankgesims und mittigem Stichbogentor, spätklassizistisch, von Johann Kiesel, 1865. | D-5-63-000-1182 Wikidata | Mietshaus            |
| Schillerstraße 5 (Standort)       | Wohnhaus             | Dreigeschossiger traufseitiger Satteldachbau mit Sandsteinfassade, Zwerchhaus mit Flachgiebel, mittigem Stichbogentor und Sohlbankgesims, spätklassizistisch, von Johann Michael Zink, 1869; Rückgebäude, Wohnhaus, zweigeschossiger Putzbau mit Mansarddach, wohl letztes Viertel 19. Jahrhundert. | D-5-63-000-1183 Wikidata | Wohnhaus             |
| Schillerstraße 6 (Standort)       | Wohnhaus             | Dreigeschossiger traufseitiger Satteldachbau mit Sandsteinfassade, Sohlbankgesimsen und mittigem Stichbogentor, spätklassizistisch, von Andreas Kanzler, 1863/64. | D-5-63-000-1184 Wikidata | Wohnhaus             |
| Schillerstraße 7 (Standort)       | Mietshaus            | Dreigeschossiger Mansarddachbau mit reich gegliederter Sandsteinfassade, rustiziertem Erdgeschoss und flachem Mittelrisalit mit Volutenzwerchgiebel, Neurenaissance, von Adam Egerer, 1893. | D-5-63-000-1185 Wikidata | Mietshaus            |
| Schillerstraße 8 (Standort)       | Mietshaus            | Dreigeschossiger traufseitiger Satteldachbau mit Sandsteinfassade, Sohlbankgesims und mittigem Stichbogentor, spätklassizistisch, von Paulus Müller, 1866. | D-5-63-000-1187 Wikidata | weitere Bilder       |
| Schillerstraße 9 (Standort)       | Mietshaus            | Dreigeschossiger traufseitiger Satteldachbau mit Sandsteinfassade, Rosettenfries an der Traufe und Stichbogentor, spätklassizistisch, von Wilhelm Evora und Jakob Meyer, 1875; Rückgebäude, erdgeschossiger Backsteinbau mit Sandsteinfensterrahmung und Pultdach, gleichzeitig; Rückgebäude, Wohnhaus, zweigeschossiger Sandsteinbau mit Satteldach, gleichzeitig; bauliche Gruppe mit Schillerstraße 11 und Marienstraße 26 / 28. | D-5-63-000-1186 Wikidata | Mietshaus            |
| Schillerstraße 10 / 12 (Standort) | Doppelwohnhaus       | Achsensymmetrischer, dreigeschossiger Satteldachbau mit reich gegliederter Sandsteinfassade, Konsoltraufgesims, Flachrisaliten und Stichbogentoren, spätklassizistisch, von Jakob Meyer, 1867–70; Gedenktafel für Berta Baudracco-Wolf, Marmortafel mit Reliefbüste, über dem Tor Schillerstraße 10. | D-5-63-000-1189 Wikidata | weitere Bilder       |
| Schillerstraße 11 (Standort)      | Mietshaus in Ecklage | Dreigeschossiger Satteldachbau mit Sandsteinfassade, Rosettenfries an der Traufe und Flachgiebel an der abgeschrägten Ecke, spätklassizistisch, von Wilhelm Evora und Jakob Meyer, 1875; bauliche Gruppe mit Schillerstraße 9 und Marienstraße 26 / 28. | D-5-63-000-1188 Wikidata | Mietshaus in Ecklage |
| Schillerstraße 14 (Standort)      | Wohnhaus             | Dreigeschossiger traufseitiger Satteldachbau mit Sandsteinfassade, Rosettenfries an der Traufe und Stichbogentor, spätklassizistisch, von Jakob Meyer, 1875; bauliche Gruppe mit Marienstraße 30. | D-5-63-000-1610 Wikidata | Wohnhaus             |

## Schindelgasse
| Lage                        | Objekt                                 | Beschreibung | Akten-Nr.                | Bild                                   |
| --------------------------- | -------------------------------------- | --- | ------------------------ | -------------------------------------- |
| Schindelgasse 2 (Standort)  | Wohnhaus in Ecklage                    | Dreigeschossiger Satteldachbau mit Zwerchgiebel, verputztem Sandsteinerdgeschoss und verschieferten, teils vorspringenden Obergeschossen und Giebeln, 17./18. Jahrhundert; Teil des Ensembles Altstadt. | D-5-63-000-1191 Wikidata | Wohnhaus in Ecklage                    |
| Schindelgasse 4 (Standort)  | Wohnhaus                               | Dreigeschossiger giebelständiger Sandsteinquaderbau mit Satteldach, Korbbogentür, reich profilierten Sohlbänken und Volutengiebel, Mitte 18. Jahrhundert; Teil des Ensembles Altstadt. | D-5-63-000-1192 Wikidata | Wohnhaus                               |
| Schindelgasse 9 (Standort)  | Wohnhaus in Ecklage                    | Dreiseitig freistehender, dreigeschossiger Satteldachbau mit verputztem Sandsteinerdgeschoss, verschieferten Fachwerkobergeschossen, großem verschiefertem Zwerchgiebel mit Aufzugsdächlein und zweigeschossigem, traufseitigem Anbau mit verschiefertem Obergeschoss, Ende 17. Jahrhundert; Teil des Ensembles Altstadt. | D-5-63-000-1194 Wikidata | Wohnhaus in Ecklage                    |
| Schindelgasse 10 (Standort) | Wohnhaus, ehemals Hebräische Druckerei | Dreigeschossiger traufseitiger Satteldachbau mit Sandsteinerdgeschoss und teilweise verschieferten Obergeschossen und Giebelzwerchhaus, 17./18. Jahrhundert; Teil des Ensembles Altstadt. | D-5-63-000-1611 Wikidata | Wohnhaus, ehemals Hebräische Druckerei |
| Schindelgasse 11 (Standort) | Wohnhaus                               | Dreigeschossiger traufseitiger Satteldachbau mit verputztem Erdgeschoss und verschieferten Obergeschossen und Giebelzwerchhaus, Ende 17./18. Jahrhundert; Teil des Ensembles Altstadt. | D-5-63-000-1195 Wikidata | BW                                     |
| Schindelgasse 12 (Standort) | Wohnhaus                               | dreigeschossiger, traufseitiger Satteldachbau mit Sandsteinerdgeschoss und Fachwerkobergeschossen, 18. Jahrhundert | D-5-63-000-1844 Wikidata | Wohnhaus                               |
| Schindelgasse 13 (Standort) | Wohnhaus                               | Viergeschossiger, traufseitiger Fachwerkbau mit Satteldach und Aufzugsgaube, 18. Jahrhundert, ehem. bez. 1708; Teil des Ensembles Altstadt. | D-5-63-000-1196 Wikidata | Wohnhaus                               |
| Schindelgasse 14 (Standort) | Wohnhaus                               | Dreigeschossiger traufseitiger und verputzter Fachwerkbau mit Satteldach und Zwerchhaus, im Kern spätes 17. Jahrhundert, Umbauten 18./19. Jahrhundert; Teil des Ensembles Altstadt. | D-5-63-000-1612 Wikidata | Wohnhaus                               |
| Schindelgasse 15 (Standort) | Wohnhaus                               | Zweigeschossiger traufseitiger Satteldachbau mit verputztem Erdgeschoss, verschiefertem Obergeschoss und seitlichem verschiefertem Giebelzwerchhaus, 17./18. Jahrhundert; Teil des Ensembles Altstadt. | D-5-63-000-1197 Wikidata | Wohnhaus                               |

## Schirmstraße
| Lage                       | Objekt                        | Beschreibung | Akten-Nr.                | Bild                          |
| -------------------------- | ----------------------------- | --- | ------------------------ | ----------------------------- |
| Schirmstraße 1 (Standort)  | Wohnhaus                      | Dreigeschossiger traufseitiger Sandsteinbau mit Satteldach, Stichbogenfenstern, Sohlbankgesimsen und Ladenfront mit Gusseisensäule und Haustür, spätklassizistisch, von Caspar Gran, 1852, Ladenfront im Neurenaissance-Stil 1888; Teil des Ensembles Altstadt. | D-5-63-000-1198 Wikidata | Wohnhaus                      |
| Schirmstraße 3 (Standort)  | Mietshaus Geschäftshaus       | Dreigeschossiger Mansarddachbau mit reich gegliederter Sandsteinfassade und breitem Zwerchhaus mit Segmentgiebel, Neurenaissance mit klassizistischen Anklängen, 1883; Teil des Ensembles Altstadt.                                                             | D-5-63-000-1199 Wikidata | Mietshaus Geschäftshaus       |
| Schirmstraße 5 (Standort)  | Mietshaus                     | Dreigeschossiger Mansarddachbau mit Sandsteinfassade, flachen Seitenrisaliten mit rustizierten Lisenen und Dachgauben, Neurenaissance, von Max Mayer, 1886; Teil des Ensembles Altstadt.                                                                        | D-5-63-000-1200 Wikidata | Mietshaus                     |
| Schirmstraße 7 (Standort)  | Wohnhaus                      | Ehemaliges Rückgebäude von Bäumenstraße 10, zweigeschossiger, traufseitiger Sandsteinquaderbau mit Satteldach, Sohlbankgesims und Zahnschnittfries an der Traufe, spätklassizistisch, von Konrad Weber, 1875; Teil des Ensembles Altstadt.                      | D-5-63-000-1201 Wikidata | Wohnhaus                      |
| Schirmstraße 11 (Standort) | Wirtschaftsgebäude in Ecklage | Rückgebäude von Bäumenstraße 14, erdgeschossiger Sandsteinquaderbau mit Walmdach und breitem Korbbogentor, am Westende zweigeschossig mit Pultdach, bez. 1742, Aufstockung später; Teil des Ensembles Altstadt.                                                 | D-5-63-000-1202 Wikidata | Wirtschaftsgebäude in Ecklage |

## Schlehenstraße
| Lage                                                                           | Objekt                        | Beschreibung | Akten-Nr.                | Bild           |
| ------------------------------------------------------------------------------ | ----------------------------- | --- | ------------------------ | -------------- |
| Schlehenstraße (Eingang) / Bogenstraße / Weiherstraße / Rosenstraße (Standort) | Alter Israelitischer Friedhof | Nordteil 1604 angelegt, um 1800 nach Süden zu erweitert, mit über 1000 Grabsteinen vom 17. bis zum frühen 20. Jahrhundert; Friedhofsmauer, z. T. verputzte Sandsteinquadermauer, frühes 17. Jahrhundert und frühes 19. Jahrhundert. | D-5-63-000-1452 Wikidata | weitere Bilder |
| Schlehenstraße 7 (Standort)                                                    | Mietshaus                     | Viergeschossiger traufseitiger Satteldachbau mit reich gegliederter Sandsteinfassade und rustiziertem Erdgeschoss, Neurenaissance, von Adam Egerer, 1898; bauliche Einheit mit Eckhaus Blumenstraße 48.                             | D-5-63-000-1203 Wikidata | Mietshaus      |

## Schreiberstraße
| Lage                         | Objekt               | Beschreibung | Akten-Nr.                | Bild |
| ---------------------------- | -------------------- | --- | ------------------------ | ---- |
| Schreiberstraße 1 (Standort) | Mietshaus in Ecklage | Vier- und fünfgeschossiger Satteldachbau mit reich gegliederter Sandsteinfassade mit Erker, Eisenbalkonbrüstung und Zwerchhausgiebel an der Nordseite, Eckerker und polygonalem Eckturmaufsatz, Jugendstil, von Ebert und Müller, 1907/08. | D-5-63-000-1207 Wikidata | BW   |

## Schrödershof
| Lage                      | Objekt               | Beschreibung | Akten-Nr.                | Bild                 |
| ------------------------- | -------------------- | --- | ------------------------ | -------------------- |
| Schrödershof 1 (Standort) | Wohnhaus             | Zweigeschossiger, traufseitiger und verputzter Satteldachbau mit verschiefertem Zwerchhaus und z. T. verschiefertem Fachwerkobergeschoss, 18. Jahrhundert; Nebengebäude, erdgeschossiger Sandsteinquaderbau mit Satteldach, wohl 18./19. Jahrhundert; Teil des Ensembles Altstadt. | D-5-63-000-1208 Wikidata | Wohnhaus             |
| Schrödershof 2 (Standort) | Wohnhaus             | Zweigeschossiger giebelständiger Satteldachbau mit Sandsteinerdgeschoss und verputztem und z. T. verschiefertem Obergeschoss, 18./Anfang 19. Jahrhundert; Teil des Ensembles Altstadt.                                                                                             | D-5-63-000-1209 Wikidata | Wohnhaus             |
| Schrödershof 3 (Standort) | Wohnhaus in Hanglage | Zweigeschossiger traufseitiger Sandsteinquaderbau mit Satteldach, zum Kirchenplatz eingeschossig, von Anton Ackermann, 1867; Teil des Ensembles Altstadt. | D-5-63-000-1210 Wikidata | Wohnhaus in Hanglage |

## Schwabacher Straße
| Lage                                                                                   | Objekt | Beschreibung | Akten-Nr.                | Bild                                                                     |
| -------------------------------------------------------------------------------------- | --- | --- | ------------------------ | ------------------------------------------------------------------------ |
| Schwabacher Straße 1 (Standort)                                                        | Wohn- und Geschäftshaus in Ecklage                                                                             | Dreigeschossiger Walmdachbau mit abgerundeter spitzwinkeliger Ecke, Sandsteinfassade und flächiger Gliederung, klassizistisch, 1801/02; Hofmauer mit Rundbogentor, Sandstein, gleichzeitig. | D-5-63-000-1211 Wikidata | Wohn- und Geschäftshaus in Ecklage                                       |
| Schwabacher Straße 2 (Standort)                                                        | Wohn- und Geschäftshaus                                                                                        | Dreigeschossiger, traufseitiger Satteldachbau mit Sandsteinfassade und Konsolgesims, spätklassizistisch, von Konrad Jordan und Georg Cappeller, 1842. | D-5-63-000-1212 Wikidata | Wohn- und Geschäftshaus                                                  |
| Schwabacher Straße 3 (Standort)                                                        | Wohn- und Geschäftshaus                                                                                        | Dreigeschossiger, traufseitiger Satteldachbau mit Sandsteinfassade, klassizistisch, 1803; zugehörig Rückgebäude, Wohnhaus, viergeschossiger Sandsteinbau mit Pultdach, wohl letztes Viertel 19. Jahrhundert; Rückgebäude, Wohnhaus, dreigeschossiger Sandsteinbau mit Pultdach und hohem, verputztem Zwerchhaus, wohl letztes Viertel 19. Jahrhundert. | D-5-63-000-1213 Wikidata | Wohn- und Geschäftshaus                                                  |
| Schwabacher Straße 4 (Standort)                                                        | Wohn- und Geschäftshaus                                                                                        | Schmaler, dreigeschossiger Satteldachbau mit Sandsteinfassade und Konsolgesims, spätklassizistisch, von Andreas Korn, 1855. | D-5-63-000-1214 Wikidata | Wohn- und Geschäftshaus                                                  |
| Schwabacher Straße 5a (Standort)                                                       | Wohn- und Geschäftshaus                                                                                        | Dreigeschossiger Mansarddachbau mit Sandsteinfassade, Eckrustika und Gurtgesimsen, spätklassizistisch, von Caspar Gran, 1853/54; bauliche Einheit mit Alexanderstraße 1; Teil des Ensembles Alexanderstraße/Hallplatz. | D-5-63-000-1216 Wikidata | Wohn- und Geschäftshaus                                                  |
| Schwabacher Straße 7 (Standort)                                                        | Wohn- und Geschäftshaus, ehemals Doppelwohnhaus                                                                | Langgestreckter, dreigeschossiger Satteldachbau mit Sandsteinfassade und Sohlbankgesimsen, im Erdgeschoss Neurenaissance-Ladenstöcke mit Gusseisen-Halbsäulen, spätklassizistisch, von Caspar Gran, 1850/51, Erdgeschossumbau von Adam Egerer, 1889. | D-5-63-000-1217 Wikidata | Wohn- und Geschäftshaus, ehemals Doppelwohnhaus                          |
| Schwabacher Straße 8 (Standort)                                                        | Wohn- und Geschäftshaus                                                                                        | Dreigeschossiger, traufseitiger Satteldachbau mit Sandsteinfassade und Sohlbankgesimsen, spätklassizistisch, von Johann Philipp Krieger, 1855. | D-5-63-000-1218 Wikidata | Wohn- und Geschäftshaus                                                  |
| Schwabacher Straße 12 (Standort)                                                       | Wohn- und Geschäftshaus                                                                                        | Dreigeschossiger, traufseitiger Satteldachbau mit Sandsteinfassade und Sohlbankgesimsen, spätklassizistisch, von Caspar Gran, 1845. | D-5-63-000-1219 Wikidata | Wohn- und Geschäftshaus                                                  |
| Schwabacher Straße 14 (Standort)                                                       | Wohn- und Geschäftshaus                                                                                        | Schmaler, dreigeschossiger Satteldachbau mit Sandsteinfassade, Sohlbankgesimsen und reichem Konsolgesims, spätklassizistisch, von Andreas Korn und Simon Gieß, 1862. | D-5-63-000-1220 Wikidata | Wohn- und Geschäftshaus                                                  |
| Schwabacher Straße 15 (Standort)                                                       | Wohn- und Geschäftshaus                                                                                        | Dreigeschossiger, traufseitiger Satteldachbau mit Sandsteinfassade und dekorativem Traufgesims, spätklassizistisch, von Andreas Korn und Simon Gieß, 1860/61. | D-5-63-000-1221 Wikidata | Wohn- und Geschäftshaus                                                  |
| Schwabacher Straße 16 (Standort)                                                       | Ehemaliger Gasthof „Zur Reichskrone“, jetzt Wohn- und Geschäftshaus                                            | Dreigeschossiger, traufseitiger Sandsteinquaderbau mit Satteldach, klassizistisch, 1802. | D-5-63-000-1222 Wikidata | Ehemaliger Gasthof „Zur Reichskrone“, jetzt Wohn- und Geschäftshaus      |
| Schwabacher Straße 17 (Standort)                                                       | Wohn- und Geschäftshaus                                                                                        | Langgestreckter, dreigeschossiger Sandsteinquaderbau mit Satteldach Dachgauben, klassizistisch, Anfang 19. Jahrhundert, 1841 von Caspar Gran und Johann Kiesel aufgestockt. | D-5-63-000-1223 Wikidata | Wohn- und Geschäftshaus                                                  |
| Schwabacher Straße 18 (Standort)                                                       | Wohn- und Geschäftshaus                                                                                        | dreigeschossiger, traufseitiger Satteldachbau mit reich gegliedertSandsteinfassade und Konsolgesims, spätklassizistisch, von Andreas Korn, 1862. | D-5-63-000-1224 Wikidata | Wohn- und Geschäftshaus                                                  |
| Schwabacher Straße 19 (Standort)                                                       | Wohn- und Geschäftshaus in Ecklage                                                                             | Viergeschossiger Satteldachbau mit Sandsteinfassade, Risalitgliederung und Erker an der abgeschrägten Ecke, spätklassizistisch, von Johann Michael Zink, 1863, im Kern älter, Aufstockung 1899 von Adam Egerer. | D-5-63-000-1225 Wikidata | Wohn- und Geschäftshaus in Ecklage                                       |
| Schwabacher Straße 20 (Standort)                                                       | Wohn- und Geschäftshaus                                                                                        | Dreigeschossiger Mansarddachbau mit sehr reich gegliederter Sandsteinfassade mit Rundbogenfenstern, Zwerchhaus, Oberlichtgitter im Rundbogentor und Balkon auf Konsolen, spätklassizistischer Rundbogenstil, von Friedrich Weltrich und Friedrich Schmidt, 1847, Dachausbau mit Neurenaissance-Zwerchhaus 1886 von Moritz Haubrich. | D-5-63-000-1226 Wikidata | Wohn- und Geschäftshaus                                                  |
| Schwabacher Straße 22 (Standort)                                                       | Wohn- und Geschäftshaus                                                                                        | Dreigeschossiger, traufseitiger Satteldachbau mit Sandsteinfassade, Sohlbankgesimsen und reichem Konsolgesims, spätklassizistischer Rundbogenstil, von Georg Cappeller und Friedrich Schmidt, 1844/45. | D-5-63-000-1228 Wikidata | Wohn- und Geschäftshaus                                                  |
| Schwabacher Straße 23 (Standort)                                                       | Wohnhaus | Zweigeschossiger, traufseitiger Sandsteinquaderbau mit Satteldach, flachem Mittelrisalit und Zwerchhaus mit Dreiecksgiebel, klassizistisch, von Friedrich Müller und Johann Wunderlich, 1824/25. | D-5-63-000-1229 Wikidata | Wohnhaus                                                                 |
| Schwabacher Straße 27 (Standort)                                                       | Wohn- und Geschäftshaus                                                                                        | Dreigeschossiger traufseitiger Mansarddachbau mit Sandsteinfassade und Stichbogenfenstern, spätklassizistisch, von Konrad Jordan und Johann Kiesel, 1853, Aufstockung 1862 von Johann Kiesel, Mansarddach 1889. | D-5-63-000-1230 Wikidata | Wohn- und Geschäftshaus                                                  |
| Schwabacher Straße 28 / 30 (Standort)                                                  | Kaufmannshaus in Ecklage, jetzt Warenhaus                                                                      | Palastartiger, dreigeschossiger Sandsteinbau mit Walmdach, Eckrustika und Mittelrisalit mit Dreiecksgiebel, klassizistisch, vielleicht von Johann Heinrich Jordan, 1836, 1930 und später im Inneren umgebaut. | D-5-63-000-1231 Wikidata | Kaufmannshaus in Ecklage, jetzt Warenhaus                                |
| Schwabacher Straße 29 (Standort)                                                       | Wohn- und Geschäftshaus                                                                                        | Dreigeschossiger, traufseitiger Satteldachbau mit reich gegliederter Sandsteinfassade, spätklassizistisch, wohl von Friedrich Schmidt, 1856; Rückgebäude, Werkstatt, erdgeschossiger Putzbau mit Pultdach, um 1856; Rückgebäude, ehemals Glas- und Silberspiegelfabrik, jetzt Wohnhaus, zwei- und dreigeschossiger Ziegelbau mit Pultdach, Ende 19. Jahrhundert. | D-5-63-000-1232 Wikidata | Wohn- und Geschäftshaus                                                  |
| Schwabacher Straße 31 (Standort)                                                       | Wohn- und Geschäftshaus                                                                                        | Dreigeschossiger, traufseitiger Satteldachbau mit Sandsteinfassade, Stichbogenfenstern und Maßwerkfries an der Traufe, spätklassizistisch, von Johann Georg Ludwig Weithaas, 1847; 1929 aufgestockt. | D-5-63-000-1233 Wikidata | Wohn- und Geschäftshaus                                                  |
| Schwabacher Straße 32 (Standort)                                                       | Wohn- und Geschäftshaus in Ecklage                                                                             | Palastartiger, dreigeschossiger Sandsteinquaderbau mit Walmdach mit Ecklisenen, Sohlbankgesimsen und reichem Konsolgesims, spätklassizistischer Rundbogenstil, von Georg Cappeller und Wilhelm Ney, 1844/45. | D-5-63-000-1234 Wikidata | Wohn- und Geschäftshaus in Ecklage                                       |
| Schwabacher Straße 33 (Standort)                                                       | Wohn- und Geschäftshaus                                                                                        | Langgestreckter, dreigeschossiger Satteldachbau mit Sandsteinfassade und mittigem Stichbogenportal, klassizistisch, von Johann Michael Zink und Johann Wunderlich, 1836, Aufstockung zweites Obergeschoss 1851 von Andreas Korn; Rückgebäude, Kleinhaus, erdgeschossiger Sandsteinquaderbau mit Satteldach und Fachwerk-Zwerchhäusern, von Johann Michael Zink und Johann Wunderlich, 1837, Dachaufbauten 1875 von Simon Gieß. | D-5-63-000-1235 Wikidata | Wohn- und Geschäftshaus                                                  |
| Schwabacher Straße 34 (Standort)                                                       | Mietshaus in Ecklage                                                                                           | Viergeschossiger Mansarddachbau mit reicher Sandsteinfassade, Eckturmerker, Polygonalerker, Zwerchhäuser und Dachgauben, Neurenaissance, von Adam Egerer, bez. 1904; bauliche Gruppe mit Schwabacher Straße 36 und Mathildenstraße 1. | D-5-63-000-1236 Wikidata | Mietshaus in Ecklage                                                     |
| Schwabacher Straße 35 (Standort)                                                       | Ehemaliges Gaststätte „Zur Stadt Ansbach“, jetzt Wohn- und Geschäftshaus                                       | Dreigeschossiger, traufseitiger Satteldachbau mit Sandsteinfassade, flachem Mittelrisalit und Portal mit Verdachung, klassizistisch, von Johann Heinrich Jordan, 1827, Aufstockung 1865 von Andreas Kanzler. | D-5-63-000-1237 Wikidata | Ehemaliges Gaststätte „Zur Stadt Ansbach“, jetzt Wohn- und Geschäftshaus |
| Schwabacher Straße 36 (Standort)                                                       | Mietshaus | Viergeschossiger Mansarddachbau mit reich gegliederter Sandsteinfassade, Lisenengliederung, Balkon auf Konsolen, polygonalem Mittelerker und Zwerchgiebel, Neurenaissance, von Adam Egerer, bez. 1902; Rückgebäude, Mietshaus, zweiflügeliger, viergeschossiger Ziegelbau mit Mansarddach und Zierfries an der Traufe, gleichzeitig; bauliche Gruppe mit Schwabacher Straße 34 und Mathildenstraße 1. | D-5-63-000-1238 Wikidata | Mietshaus                                                                |
| Schwabacher Straße 38 (Standort)                                                       | Wohn- und Geschäftshaus                                                                                        | Dreigeschossiger Mansarddachbau mit Sandsteinfassade und flachem Mittelrisalit, klassizistisch, von Johann Heinrich Jordan, 1824, Mansarddach wohl zweite Hälfte 19. Jahrhundert. | D-5-63-000-1239 Wikidata | Wohn- und Geschäftshaus                                                  |
| Schwabacher Straße 39 (Standort)                                                       | Wohn- und Geschäftshaus                                                                                        | Dreigeschossiger Mansarddachbau mit Sandsteinfassade und breitem Zwerchhaus mit Mittelerker und Reliefdekor, spätklassizistisch, von Andreas Korn, 1852, Dachausbau mit Zwerchhaus und Erker von Georg Böhner, 1914; Rückgebäude, ehemals Lebküchnerei, zweigeschossiger, teils verputzter Ziegelbau mit Mansarddach, in frühen sachlichen Formen, von Ludwig Sattler, 1909. | D-5-63-000-1240 Wikidata | Wohn- und Geschäftshaus                                                  |
| Schwabacher Straße 40 / 42 (Standort)                                                  | Mietshaus | Dreigeschossiger Mansarddachbau mit Sandsteinfassade mit reicher Gliederung und flachem Mittelrisalit mit Prunkgiebel, Neurenaissance mit teilweise daran angepassten Jugendstilelementen, von Adam Egerer, im Kern 1827 und 1862, bez. 1891, Umbau und Erweiterung um Schwabacher Straße 40 1909/10 von Georg Gross; Rückgebäude, Wohnhaus, dreigeschossiger, teils verputzter Sandsteinbau mit Mansarddach, um 1910; Rückgebäude, ehemals Lager- und Kontorgebäude, jetzt Wohn- und Geschäftshaus, dreigeschossiger Putzbau mit Mansarddach, Mittelrisalit und Zwerchgiebel, davor zweigeschossiger Anbau mit Pultdach, um 1910; Rückgebäude, ehemals Lagergebäude, erdgeschossiger Pultdachbau mit Sandsteinfensterrahmung, um 1910. | D-5-63-000-1241 Wikidata | Mietshaus                                                                |
| Schwabacher Straße 41 (Standort)                                                       | Wohn- und Geschäftshaus                                                                                        | Dreigeschossiger, traufseitiger Satteldachbau mit ungegliederter Sandsteinfassade und Stichbogenfenstern, spätklassizistisch, von Andreas Korn, 1853/54. | D-5-63-000-1242 Wikidata | Wohn- und Geschäftshaus                                                  |
| Schwabacher Straße 43 (Standort)                                                       | Wohn- und Geschäftshaus                                                                                        | Dreigeschossiger, traufseitiger Satteldachbau mit reich gegliederter Sandsteinfassade, Konsolgesims und flachem Mittelrisalit, spätklassizistisch, von Andreas Korn, 1855/56. | D-5-63-000-1244 Wikidata | Wohn- und Geschäftshaus                                                  |
| Schwabacher Straße 44 (Standort)                                                       | Wohn- und Geschäftshaus                                                                                        | Dreigeschossiger Mansarddachbau mit Sandsteinfassade, Zwerchhaus mit Voluten und Ziergiebel und Fachwerkmansarde, klassizistisch, von Johann Heinrich Jordan, 1827, Mansarddach und Neurenaissacnce-Zwerchhaus 1891 von Leo Gran jr.; Rückgebäude, Wohnhaus, erdgeschossiger Ziegelbau mit Mansarddach, um 1891. | D-5-63-000-1245 Wikidata | Wohn- und Geschäftshaus                                                  |
| Schwabacher Straße 45 (Standort)                                                       | Wohn- und Geschäftshaus in Ecklage                                                                             | Dreigeschossiger Satteldachbau mit Sandsteinfassade, abgeschrägter Ecke und Konsolgesims, spätklassizistisch, von Andreas Korn und Simon Gieß, 1859/60; bauliche Gruppe mit Maxstraße 25 und Friedrichstraße 26. | D-5-63-000-1246 Wikidata | Wohn- und Geschäftshaus in Ecklage                                       |
| Schwabacher Straße 48 (Standort)                                                       | Wohn- und Geschäftshaus in Ecklage                                                                             | Dreigeschossiger Sandsteinquaderbau mit Mansarddach und Mittelrisalit, klassizistisch, von Johann Heinrich Jordan und Johann Wunderlich, 1824, Mansarddachaufbau 1888. | D-5-63-000-1247 Wikidata | Wohn- und Geschäftshaus in Ecklage                                       |
| Schwabacher Straße 53 (Standort)                                                       | Wohnhaus in Ecklage                                                                                            | Zweigeschossiger Sandsteinquaderbau mit Walmdach, Gurtgesims und Eingangsvorbau an der Nordseite, klassizistisch, von Meyer und Georg Herrlein, 1831, Anbau an Ostseite von Adam Egerer, 1902, Eingangsvorbau 20. Jahrhundert. | D-5-63-000-1248 Wikidata | weitere Bilder                                                           |
| Schwabacher Straße 54 (Standort)                                                       | Kaufhaus Woolworth                                                                                             | Viergeschossiger Eckbau in Stahlbetonskelettbauweise mit Flachdach, von Hans Paul Schmohl, 1955 bis 1956. | D-5-63-000-1855 Wikidata | weitere Bilder                                                           |
| Schwabacher Straße 56 (Standort)                                                       | Wohn- und Geschäftshaus                                                                                        | Viergeschossiger, traufseitiger Satteldachbau mit reicher Sandsteinfassade und Mittelerker, Neurenaissance, von Moritz Haubrich, 1887; bauliche Gruppe mit Maxstraße 30. | D-5-63-000-1249 Wikidata | Wohn- und Geschäftshaus                                                  |
| Schwabacher Straße 57 (Standort)                                                       | Mietshaus | Viergeschossiger Mansarddachbau mit Sandsteinfassade, Sohlbankgesimsen, breitem Walmdachzwerchhaus und zwei von einem Breiterker getragenen Polygonalerkern, historisierend mit neuklassizistischen Anklängen, von Carl Nadler, 1914. | D-5-63-000-1250 Wikidata | weitere Bilder                                                           |
| Schwabacher Straße 59 (Standort)                                                       | Mietshaus | Viergeschossiger Satteldachbau mit reich gegliederter und dekorierter Sandsteinfassade, Mittelerker mit Eisenbalkonbrüstung und kleinem Zwerchgiebel, Neurenaissance mit barockisierenden Anklängen, von Wilhelm Krämer, 1890/91; Rückgebäude, ein- bis zweigeschossiger Backsteinbau mit Pultdach und abgerundeter Ecke mit Spitzhelm, gleichzeitig; Rückgebäude, zweigeschossiger Putzbau mit Mansarddach und Aufzugsgaubenöffnung, gleichzeitig. | D-5-63-000-1251 Wikidata | weitere Bilder                                                           |
| Schwabacher Straße 61 (Standort)                                                       | Mietshaus in Ecklage                                                                                           | Viergeschossiger Satteldachbau mit reich gegliederter und dekorierter Sandsteinfassade, Erker an der abgeschrägten Ecke, Eisenbalkon und flachen Seitenrisaliten mit halbrunden Zwerchgiebeln, Neurenaissance mit barockisierenden Anklängen, von Wilhelm Krämer, 1889/90. | D-5-63-000-1252 Wikidata | Mietshaus in Ecklage                                                     |
| Schwabacher Straße 62 (Standort)                                                       | Ehemalige Villa Büchenbacher                                                                                   | Zweigeschossiger Putzbau in Ecklage mit Mansarddach, Sandsteinsockel, Runderkerturm an der Ecke und Doppelgauben, Neurenaissance, von David Röhm, 1880; westlich anschließend ehemalige Spiegelglasfabrik, zweigeschossiger Putzbau mit Sandsteinsockel und Flachdach, einseitig erhöht mit Mansarddach, gleichzeitig. | D-5-63-000-1613 Wikidata | weitere Bilder                                                           |
| Schwabacher Straße 65 (Standort)                                                       | Mietshaus in Ecklage                                                                                           | Fünfgeschossiger Satteldachbau mit Sandsteinfassade mit abgerundeter Ecke, Flacherker und geschweiftem Zwerchgiebel, Spätjugendstil, von Ebert und Müller, 1907. | D-5-63-000-1253 Wikidata | weitere Bilder                                                           |
| Schwabacher Straße 66 / Karolinenstraße 17 (Standort)                                  | Letra-Haus | Siehe Karolinenstraße 17. | D-5-63-000-1659 Wikidata | weitere Bilder                                                           |
| Schwabacher Straße 67 (Standort)                                                       | Mietshaus | Viergeschossiger traufseitiger Satteldachbau mit reich gegliederter und dekorierter Sandsteinfassade mit Mittelerker und rustiziertem Erdgeschoss, Neurenaissance, von Wilhelm Horneber, 1896/97. | D-5-63-000-1255 Wikidata | weitere Bilder                                                           |
| Schwabacher Straße 69 / Amalienstraße 17 (Standort)                                    | Mietshaus in Ecklage                                                                                           | Siehe Amalienstraße 17. | D-5-63-000-23 Wikidata   | Mietshaus in Ecklage                                                     |
| Schwabacher Straße 71 (Standort)                                                       | Mietshaus in Ecklage                                                                                           | Viergeschossiger Satteldachbau mit reich gegliederter und dekorierter Sandsteinfassade mit Erkern und Balkonen, Neurenaissance, von Wilhelm Horneber, 1891/92; bauliche Einheit mit Schwabacher Straße 71a. | D-5-63-000-1257 Wikidata | Mietshaus in Ecklage                                                     |
| Schwabacher Straße 71a (Standort)                                                      | Mietshaus | Viergeschossiger traufseitiger Satteldachbau mit reich gegliederter und dekorierter Sandsteinfassade, Erker und Balkonbrüstung, Neurenaissance, von Wilhelm Horneber, 1891/92; bauliche Einheit mit Schwabacher Straße 71. | D-5-63-000-1799 Wikidata | Mietshaus                                                                |
| Schwabacher Straße 72 (Standort)                                                       | Mietshaus | Viergeschossiger Mansarddachbau mit Sandsteinfassade mit Polygonalerker und Volutenzwerchgiebel, im Neu-Nürnberger-Stil, von Moritz Haubrich, 1896/97; Rückflügel, viergeschossiger Mansarddachbau mit Sandstein- und Backsteinmauerwerk, gleichzeitig; bauliche Gruppe mit Eckhaus Karolinenstraße 20. | D-5-63-000-1258 Wikidata | weitere Bilder                                                           |
| Schwabacher Straße 73 (Standort)                                                       | Mietshaus | Viergeschossiger traufseitiger Satteldachbau mit Sandsteinfassade, frühe Neurenaissance, von Wilhelm Horneber, 1888/89; bauliche Einheit mit Schwabacher Straße 75. | D-5-63-000-1259 Wikidata | Mietshaus                                                                |
| Schwabacher Straße 74 (Standort)                                                       | Mietshaus | Fünfgeschossiger traufseitiger Satteldachbau mit Sandsteinfassade mit Polygonalerkern, Eisenbalkon, Zwerchgiebel und einseitiger Mansarde, Spätjugendstil, von Wilhelm Horneber, 1910/11; Rückgebäude, erdgeschossiger Backsteinbau mit Pultdach, gleichzeitig; Rückgebäude, ein- bis zweigeschossiger Sandsteinquaderbau mit Walm- und Pultdach, wohl letztes Viertel 19. Jahrhundert; bauliche Gruppe mit Schwabacher Straße 76 / 78. | D-5-63-000-1260 Wikidata | Mietshaus                                                                |
| Schwabacher Straße 75 (Standort)                                                       | Mietshaus | Viergeschossiger traufseitiger Satteldachbau mit Sandsteinfassade und rustiziertem Erdgeschoss, frühe Neurenaissance, von Wilhelm Horneber, 1888/89; bauliche Einheit mit Schwabacher Straße 73. | D-5-63-000-1261 Wikidata | Mietshaus                                                                |
| Schwabacher Straße 76 (Standort)                                                       | Mietshaus | Fünfgeschossiger traufseitiger Satteldachbau mit Sandsteinfassade, Zwerchgiebel, Polygonalerker und angeschlossenem Flacherker mit Balkonbrüstung, Spätjugendstil, von Wilhelm Horneber, 1909/10; Rückflügel, dreigeschossiger Backsteinbau mit Pultdach, gleichzeitig; bauliche Gruppe mit Schwabacher Straße 74 / 78. | D-5-63-000-1262 Wikidata | weitere Bilder                                                           |
| Schwabacher Straße 77 (Standort)                                                       | Mietshaus | Viergeschossiger traufseitiger Satteldachbau mit Sandsteinfassade, frühe Neurenaissance, von Wilhelm Horneber, 1889. | D-5-63-000-1263 Wikidata | weitere Bilder                                                           |
| Schwabacher Straße 78 (Standort)                                                       | Mietshaus in Ecklage                                                                                           | Fünfgeschossiger Satteldachbau mit Sandsteinfassade mit polygonalem Eckerker, Eisenbalkon und Zwerchgiebel, Spätjugendstil, von Wilhelm Horneber, 1907–10; bauliche Gruppe mit Schwabacher Straße 74 / 76. | D-5-63-000-1264 Wikidata | Mietshaus in Ecklage                                                     |
| Schwabacher Straße 79 (Standort)                                                       | Mietshaus | Viergeschossiger traufseitiger Satteldachbau mit reich gegliederter Sandsteinfassade und Flacherker, Neurenaissance, vielleicht von Wilhelm Horneber, 1889/90; Rückgebäude, dreigeschossiger Sandstein- und Backsteinbau mit Pultdach, gleichzeitig; Rückgebäude, erdgeschossiger, teils verputzter Backsteinbau mit Pultdach, gleichzeitig. | D-5-63-000-1265 Wikidata | weitere Bilder                                                           |
| Schwabacher Straße 80 (Standort)                                                       | Mietshaus | Viergeschossiger traufseitiger Satteldachbau mit reich gegliederter Sandsteinfassade mit Kolossalpilastern, Neurenaissance, von Georg Kißkalt, 1889–91; Rückgebäude, dreigeschossiger Backsteinbau mit Mansarddach, gleichzeitig; Schuppen, erdgeschossiger Fachwerkbau mit Pultdach, gleichzeitig; bauliche Gruppe mit Schwabacher Straße 82 / 84 und Johannisstraße 1 / 3. | D-5-63-000-1266 Wikidata | weitere Bilder                                                           |
| Schwabacher Straße 81 (Standort)                                                       | Mietshaus | Fünfgeschossiger traufseitiger Satteldachbau mit Sandsteinfassade mit versetzt angeordneten Erkern, Zwerchgiebel mit Halbwalm und einseitig eingezogenem Balkon, Spätjugendstil, von Wilhelm Horneber, 1910/11. | D-5-63-000-1267 Wikidata | weitere Bilder                                                           |
| Schwabacher Straße 82 (Standort)                                                       | Mietshaus | Viergeschossiger traufseitiger Satteldachbau mit reich gegliederter Sandsteinfassade mit Kolossalpilastern und flachen Seitenrisaliten, Neurenaissance, von Georg Kißkalt, 1889–91; bauliche Gruppe mit Schwabacher Straße 80 / 84 und Johannisstraße 1. | D-5-63-000-1268 Wikidata | weitere Bilder                                                           |
| Schwabacher Straße 84 (Standort)                                                       | Mietshaus in Ecklage                                                                                           | Viergeschossiger Satteldachbau mit reich gegliederter Sandsteinfassade an der Ostseite, mit Eckerkerturm und Backsteinfassade mit reicher Sandsteingliederung an der Südseite, Neurenaissance, von Georg Kißkalt, 1889–91; bauliche Gruppe mit Schwabacher Straße 80 / 82 und Johannisstraße 1. | D-5-63-000-1798 Wikidata | Mietshaus in Ecklage                                                     |
| Schwabacher Straße 86 / Amalienstraße 12 (Standort)                                    | Schulhaus | Viergeschossiger Sandsteinbau mit Mansardwalmdach, rustiziertem Erdgeschoss, mittigem Zwerchhaus mit Dreiecksgiebel und Uhrturmaufsatz an der südlichen Ecke, Neurenaissance, von Simon Vogel, 1884, Erweiterung um Südflügel von Wilhelm Horneber und Paul Hofmann nach Plänen Simon Vogels 1901/02, Aufstockung 1904, Wetterfahne an Uhrturm bez. 1901; Einfriedung des Schulhofes, Pfeilgitterzaun und Sandsteinpfeiler, gleichzeitig. | D-5-63-000-1269 Wikidata | weitere Bilder                                                           |
| Schwabacher Straße 87 (Standort)                                                       | Mietshaus | Fünfgeschossiger traufseitiger Satteldachbau mit Sandsteinfassade mit Erker mit flankierenden Eisenbalkonen und kleinem Zwerchgiebel, barockisierender Jugendstil, von Wilhelm Horneber, 1907/08; bauliche Gruppe mit Eckhaus Schwabacher Straße 89. | D-5-63-000-1270 Wikidata | weitere Bilder                                                           |
| Schwabacher Straße 89 (Standort)                                                       | Mietshaus in Ecklage                                                                                           | Fünfgeschossiger Satteldachbau mit Sandsteinfassade mit Erkern, Zwerchgiebeln und Erker an der abgeschrägten Ecke, barockisierender Jugendstil, von Wilhelm Horneber, 1906/07; bauliche Gruppe mit Schwabacher Straße 87. | D-5-63-000-1272 Wikidata | Mietshaus in Ecklage                                                     |
| Schwabacher Straße 99 (Standort)                                                       | Mietshaus | Viergeschossiger Mansarddachbau mit Sandsteinfassade mit Gurtgesimsen und Mittelerker, Neurenaissance, von Wilhelm Horneber, 1900–05; Rückgebäude, dreigeschossiger Sandsteinbau mit Mansarddach, gleichzeitig; bauliche Gruppe mit Schwabacher Straße 101 / 103. | D-5-63-000-1273 Wikidata | Mietshaus                                                                |
| Schwabacher Straße 101 (Standort)                                                      | Mietshaus | Viergeschossiger Mansarddachbau mit Sandsteinfassade, Gurtgesimsen, rustiziertem Erdgeschoss und Mittelerker, Neurenaissance, von Wilhelm Horneber, 1900–05; Rückgebäude, dreigeschossiger Sandsteinbau mit Mansarddach, gleichzeitig; Rückgebäude, zweigeschossiger Backsteinbau mit Mansarddach, gleichzeitig; bauliche Gruppe mit Schwabacher Straße 99 / 103. | D-5-63-000-1800 Wikidata | Mietshaus                                                                |
| Schwabacher Straße 103 (Standort)                                                      | Mietshaus | Viergeschossiger Mansarddachbau mit Sandsteinfassade mit Gurtgesimsen, rustiziertem Erdgeschoss und Mittelerker, Neurenaissance, von Wilhelm Horneber, 1904/05; bauliche Gruppe mit Schwabacher Straße 99 / 101. | D-5-63-000-1801 Wikidata | Mietshaus                                                                |
| Schwabacher Straße 106 (Standort)                                                      | Ehemalige Brauerei Johann Humbser – altes Sudhaus                                                              | Ehemaliges Brauereigebäude, altes Sudhaus, langgestreckter, dreigeschossiger und traufseitiger Rohbacksteinbau mit Satteldach und Sandsteinlisenen, von Leo Gran jr., 1887/88. | D-5-63-000-1274 Wikidata | weitere Bilder                                                           |
| Schwabacher Straße 106 - hinter bzw. unterhalb dem alten Sudhaus (Standort)            | Ehemalige Brauerei Johann Humbser – ehem. Heizhaus, ehem. Maschinen- und Kesselhaus, Brauereikamin, Bierkeller | ehem. Heizhaus, eingeschossiger Rohbacksteinbau mit Lisenengliederung, 1902/11; ehem. Maschinen- und Kesselhaus, Rohbacksteinbau, 1887/88; Brauereikamin, hoher Kamin aus Ziegelsteinmauerwerk, 1887/88; Bierkeller, fünf parallel liegende hohe Keller mit Tonnengewölbe, 1887/88. | D-5-63-000-1274 Wikidata | BW                                                                       |
| Schwabacher Straße 106; Ecklage zur Fichtenstraße (Standort)                           | Ehemalige Brauerei Johann Humbser – ehemaliges Sudhaus in Ecklage                                              | Ehemaliges Sudhaus in Ecklage, turmartiger Eisenbetonbau mit steilem Zeltdach und kupferverkleidetem Dachreiter mit Zwiebelhaube, historisierend, von Franz Rank, bezeichnet 1911. | D-5-63-000-1274 Wikidata | weitere Bilder                                                           |
| Schwabacher Straße 106; zur Fichtenstraße ausgerichtet (Standort)                      | Ehemalige Brauerei Johann Humbser – ehemaliges Pförtnerhaus                                                    | Ehemaliges Pförtnerhaus, erdgeschossiger Rohbacksteinbau mit Flachdach und Ecksandsteinlisenen, von dem Fürther Baugeschäft Vornberg & Scharff, wohl um 1890, Umbau 1916 durch Konrad Glenk. | D-5-63-000-1274 Wikidata | BW                                                                       |
| Schwabacher Straße 106; zur Fichtenstraße ausgerichtet, hinter Pförtnerhaus (Standort) | Ehemalige Brauerei Johann Humbser – ehemaliges Kühlhaus                                                        | Ehemaliges Kühlhaus mit Büro- und Wohnräumen, dreigeschossiger Rohbacksteinbau mit Satteldach, Sandsteingliederung und holzverschaltem Giebel, von Leo Gran jr., 1888, Umbau um 1902 von Konrad Glenk, mit Ausstattung. | D-5-63-000-1274 Wikidata | Ehemalige Brauerei Johann Humbser – ehemaliges Kühlhaus                  |
| Schwabacher Straße 106; zur Fichtenstraße ausgerichtet (Standort)                      | Ehemalige Brauerei Johann Humbser – ehemaliger Lagerbier- und Gärkeller                                        | Ehemaliger Lagerbier- und Gärkeller, dreigeschossiger Rohbacksteinbau mit Flachdach, Zwerchgiebeln und Sandsteingliederung, von Leo Gran jr., 1896, Umbau 1907 von Konrad Glenk, im Februar 2013 abgerissen. | D-5-63-000-1274 Wikidata | weitere Bilder                                                           |
| Schwabacher Straße; Fichtenstraße; Dambacher Straße (Standort)                         | Ehemalige Brauerei Johann Humbser – Einfriedung                                                                | Einfriedung, Pfeilgitterzaun und rustizierte Sandsteinpfeiler, um 1890. | D-5-63-000-1274 Wikidata | Ehemalige Brauerei Johann Humbser – Einfriedung                          |
| Schwabacher Straße 115 (Standort)                                                      | Mietshaus | Dreigeschossiger traufseitiger Satteldachbau mit Sandsteinfassade und Konsoltraufgesims, Neurenaissance, von Christoph Schelter, 1880/81; bauliche Gruppe mit Salzstraße 2. | D-5-63-000-1275 Wikidata | weitere Bilder                                                           |
| Schwabacher Straße 117 (Standort)                                                      | Ehemaliges Fabrikgebäude                                                                                       | Viergeschossiger Mansarddachbau mit repräsentativer Putz- und Stuckfassade mit Lisenengliederung und hohem Zwerchgiebel, barockisierender Jugendstil, von Adam Egerer, 1904/05; Rückgebäude, viergeschossiger, teils verputzter und geschlämmter Backsteinbau mit Pultdach, 1903, Aufstockung letztes Viertel 20. Jahrhundert; Rückgebäude, zweigeschossiger geschlämmter Backsteinbau mit Pultdach, 1903; Rückgebäude, dreigeschossiger geschlämmter Backsteinbau mit Mansarddach, 1903; Rückgebäude, viergeschossiger geschlämmter Backsteinbau mit Mansarddach, 1903. | D-5-63-000-1276 Wikidata | weitere Bilder                                                           |
| Schwabacher Straße 121 (Standort)                                                      | Mietshaus | Dreigeschossiger traufseitiger Satteldachbau mit Sandsteinfassade, Neurenaissance, von Konrad Weber, 1881/82. | D-5-63-000-1277 Wikidata | weitere Bilder                                                           |
| Schwabacher Straße 123 (Standort)                                                      | Mietshaus | Viergeschossiger traufseitiger Satteldachbau mit reich gegliederter Sandsteinfassade mit rustiziertem Erdgeschoss, Neurenaissance, von Georg Kißkalt, 1888/89; Rückgebäude, dreigeschossiger Rohbacksteinbau mit Mansarddach, gleichzeitig; bauliche Gruppe mit Schwabacher Straße 125 / 125a und Holzstraße 21 / 23. | D-5-63-000-1278 Wikidata | weitere Bilder                                                           |
| Schwabacher Straße 125 (Standort)                                                      | Mietshaus | Viergeschossiger traufseitiger Satteldachbau mit reich gegliederter Sandsteinfassade, Neurenaissance, von Georg Kißkalt, 1888/89; bauliche Gruppe mit Schwabacher Straße 123 / 125a und Holzstraße 21 / 23. | D-5-63-000-1802 Wikidata | weitere Bilder                                                           |
| Schwabacher Straße 125a (Standort)                                                     | Mietshaus in Ecklage                                                                                           | Viergeschossiger Satteldachbau mit reich gegliederter Sandsteinfassade mit Erker und Volutenzwerchgiebel an der abgeschrägten und pilastergegliederten Ecke, Neurenaissance, von Georg Kißkalt, 1889/90; bauliche Gruppe mit Schwabacher Straße 123 / 125 und Holzstraße 21 / 23. | D-5-63-000-1803 Wikidata | Mietshaus in Ecklage                                                     |
| Schwabacher Straße 127 (Standort)                                                      | Mietshaus in Ecklage                                                                                           | Viergeschossiger Satteldachbau mit Sandsteinfassade, Erker und flachem Dreiecksgiebel an der abgeschrägten Ecke und langer Seitenfront an der Holzstraße, Neurenaissance, von Georg Kißkalt, 1884. | D-5-63-000-1279 Wikidata | Mietshaus in Ecklage                                                     |
| Schwabacher Straße 129 (Standort)                                                      | Mietshaus | Dreigeschossiger Mansarddachbau mit Sandsteinfassade und breitem Zwerchhaus, Neurenaissance, von Georg Kißkalt, 1882; bauliche Gruppe mit Schwabacher Straße 131 / 133. | D-5-63-000-1280 Wikidata | weitere Bilder                                                           |
| Schwabacher Straße 131 (Standort)                                                      | Mietshaus, jetzt Hotel und Restaurant Baumann                                                                  | Dreigeschossiger traufseitiger Satteldachbau mit reich gegliederter Sandsteinfassade mit flachen Seitenrisaliten und großen Gauben, Neurenaissance, von Georg Kißkalt, 1881/82; bauliche Gruppe mit Schwabacher Straße 129 / 133. | D-5-63-000-1281 Wikidata | weitere Bilder                                                           |
| Schwabacher Straße 133 (Standort)                                                      | Mietshaus | Dreigeschossiger Mansarddachbau mit reich gegliederter Sandsteinfassade mit flachem Mittelrisalit und breitem Zwerchhaus, Neurenaissance, von Georg Kißkalt, bez. 1883; Rückgebäude, zweigeschossiger Rohbacksteinbau mit Mansarddach, gleichzeitig; bauliche Gruppe mit Schwabacher Straße 129 / 131. | D-5-63-000-1282 Wikidata | Mietshaus                                                                |
| Schwabacher Straße 147 (Standort)                                                      | Mietshaus in Ecklage                                                                                           | Fünfgeschossiger Satteldachbau mit Putzfassade mit Erkern, Eisenbalkon, Zwerchgiebeln und polygonalem Eckerker, historisierend, 1912/13. | D-5-63-000-1283 Wikidata | Mietshaus in Ecklage                                                     |
| Schwabacher Straße 150 (Standort)                                                      | Mietshaus in Ecklage                                                                                           | Viergeschossiger Mansarddachbau mit Sandsteinfassade, reich gegliederten Erkern, Zwerchhäusern mit Dreiecksgiebel und Fachwerk-Dachgeschoss, im Neu-Nürnberger-Stil, 1900/01; bauliche Gruppe mit Schwabacher Straße 152 und Herrnstraße 10 / 12 / 14. | D-5-63-000-1284 Wikidata | Mietshaus in Ecklage                                                     |
| Schwabacher Straße 151 (Standort)                                                      | Mietshaus | Viergeschossiger traufseitiger Satteldachbau mit Sandsteinfassade mit Mittelerker, Zwerchhaus und ausgebautem Dachgeschoss, im Neu-Nürnberger-Stil, 1899/1900; Rückgebäude, dreigeschossiger Backsteinbau mit Mansarddach, gleichzeitig. | D-5-63-000-1285 Wikidata | weitere Bilder                                                           |
| Schwabacher Straße 152 (Standort)                                                      | Mietshaus | Viergeschossiger traufseitiger Satteldachbau mit Sandsteinfassade mit reich gegliedertem Mittelerker, Zwerchhaus mit Dreiecksgiebel und ausgebautem Fachwerk-Dachgeschoss, im Neu-Nürnberger-Stil, wohl von Georg Bauer, 1899/1900; bauliche Gruppe mit Eckhaus Schwabacher Straße 150 und Herrnstraße 10 / 12 / 14. | D-5-63-000-1286 Wikidata | Mietshaus                                                                |
| Schwabacher Straße 153 (Standort)                                                      | Mietshaus | Viergeschossiger traufseitiger Satteldachbau mit Sandsteinfassade und ausgebautem Dachgeschoss, im Neu-Nürnberger-Stil, 1899; Rückgebäude, erdgeschossiger Sandsteinbau mit Pultdach, gleichzeitig. | D-5-63-000-1287 Wikidata | weitere Bilder                                                           |
| Schwabacher Straße 157 (Standort)                                                      | Mietshaus | Viergeschossiger traufseitiger Satteldachbau mit Sandsteinfassade mit Mittelerker und ausgebautem Fachwerk-Dachgeschoss mit Gauben, im Neu-Nürnberger-Stil, von Wilhelm Horneber, 1899. | D-5-63-000-1288 Wikidata | weitere Bilder                                                           |
| Schwabacher Straße 158 (Standort)                                                      | Mietshaus | Viergeschossiger traufseitiger Satteldachbau mit Sandsteinfassade, Mittelerker, Zwerchhaus mit steilem Volutengiebel und ausgebautem Dachgeschoss, im Neu-Nürnberger-Stil, von Heinrich Walz, bez. 1901. | D-5-63-000-1289 Wikidata | Mietshaus                                                                |
| Schwabacher Straße 199 (Standort)                                                      | Mietshaus in Ecklage, ehemals mit Gaststätte                                                                   | Viergeschossiger Satteldachbau mit Sandsteinfassade, Ädikulaportal und polygonalem Eckerkerturm mit Zwiebelhaube, in Neurenaissance-Formen, von Fritz Walter, 1903. | D-5-63-000-1290 Wikidata | Mietshaus in Ecklage, ehemals mit Gaststätte                             |

## Sigmund-Nathan-Straße
| Lage                                | Objekt    | Beschreibung | Akten-Nr.                | Bild      |
| ----------------------------------- | --------- | --- | ------------------------ | --------- |
| Sigmund-Nathan-Straße 10 (Standort) | Mietshaus | Dreigeschossiger, traufseitiger Putzbau mit Satteldach, Zwerchgiebel, Sandsteinerdgeschoss, -lisenengliederung und Stuckrelief, Spätjugendstil, von Ebert und Gross, 1909–11; bauliche Gruppe mit Sigmund-Nathan-Straße 12.                  | D-5-63-000-1291 Wikidata | Mietshaus |
| Sigmund-Nathan-Straße 12 (Standort) | Mietshaus | Dreigeschossiger Putzbau mit Mansarddach, Zwerchhaus mit Schweifgiebel, Sandsteinerdgeschoss, -lisenengliederung und polygonalem Sandsteinerker, Spätjugendstil, von Ebert und Gross, 1909–11; bauliche Gruppe mit Sigmund-Nathan-Straße 10. | D-5-63-000-1748 Wikidata | Mietshaus |

## Simonstraße
| Lage                       | Objekt               | Beschreibung | Akten-Nr.                | Bild                 |
| -------------------------- | -------------------- | --- | ------------------------ | -------------------- |
| Simonstraße 1 (Standort)   | Mietshaus            | Viergeschossiger traufseitiger Satteldachbau mit reich gegliederter Sandsteinfassade mit Eisengitterbalkon, Erker und Zwerchgiebel in der Mittelachse, Neurenaissance, von Adam Egerer, 1896/97; Rückgebäude, ehemals Werkstattgebäude, erdgeschossiger Backsteinbau mit Pultdach und Aufzugsgaube, gleichzeitig; Rückgebäude, dreigeschossiger Backsteinbau mit Mansarddach und Mittelrisalit, gleichzeitig; bauliche Gruppe mit Simonstraße 3 / 5 / 7 / 9 / 11 / 13. | D-5-63-000-1292 Wikidata | BW                   |
| Simonstraße 2 (Standort)   | Mietshaus in Ecklage | Viergeschossiger Satteldachbau mit reich gegliederter Sandsteinfassade mit flachem Mittelrisalit an der Nordseite, Neurenaissance, von Adam Egerer, 1890/91; bauliche Gruppe mit Simonstraße 4. | D-5-63-000-1293 Wikidata | Mietshaus in Ecklage |
| Simonstraße 3 (Standort)   | Mietshaus            | Viergeschossiger traufseitiger Satteldachbau mit Sandsteinfassade, Mittelerker mit Eisenbalkonbrüstung und Zwerchhaus, im Neu-Nürnberger-Stil, von Adam Egerer, bez. 1898; bauliche Gruppe mit Simonstraße 1 / 5 / 7 / 9 / 11 / 13. | D-5-63-000-1294 Wikidata | BW                   |
| Simonstraße 4 (Standort)   | Mietshaus            | Viergeschossiger traufseitiger Satteldachbau mit reich gegliederter Sandsteinfassade, Neurenaissance, von Adam Egerer, 1890/91; bauliche Gruppe mit Eckhaus Simonstraße 2. | D-5-63-000-1295          | BW                   |
| Simonstraße 5 (Standort)   | Mietshaus            | Viergeschossiger traufseitiger Satteldachbau mit Sandsteinfassade, Mittelerker mit Eisenbalkonbrüstung und Zwerchhaus, im Neu-Nürnberger-Stil, von Adam Egerer, bez. 1899; bauliche Gruppe mit Simonstraße 1 / 3 / 7 / 9 / 11 / 13. | D-5-63-000-1296 Wikidata | BW                   |
| Simonstraße 7 (Standort)   | Mietshaus            | Viergeschossiger traufseitiger Satteldachbau mit Sandsteinfassade, Mittelerker und Zwerchhaus, im Neu-Nürnberger-Stil, von Adam Egerer, 1899/1900; Rückgebäude, abgewinkelter, dreigeschossiger Mansarddachbau mit Sandstein- und Backsteinmauerwerk, gleichzeitig; bauliche Gruppe mit Simonstraße 1 / 3 / 5 / 9 / 11 / 13. | D-5-63-000-1668 Wikidata | BW                   |
| Simonstraße 9 (Standort)   | Mietshaus            | Viergeschossiger Mansarddachbau mit Sandsteinfassade, Erker und Zwerchhaus mit Ziergiebel, im Neu-Nürnberger-Stil, von Johann Hertlein, bez. 1900; Rückgebäude, abgewinkelter dreigeschossiger Backsteinbau mit Mansarddach, gleichzeitig; bauliche Gruppe mit Simonstraße 1 / 3 / 5 / 7 / 11 / 13. | D-5-63-000-1669 Wikidata | BW                   |
| Simonstraße 11 (Standort)  | Mietshaus            | Viergeschossiger Mansarddachbau mit Sandsteinfassade, mittigem Balkon, bis zum Dachgeschoss reichendem Mittelerker und breitem Zwerchhaus, im Neu-Nürnberger-Stil mit Jugendstil-Anklängen, von Bräutigam und Wiessner sowie von Carl Frank, 1906/07; bauliche Gruppe mit Simonstraße 1 / 3 / 5 / 7 / 9 / 13. | D-5-63-000-1670 Wikidata | BW                   |
| Simonstraße 13 (Standort)  | Miethaus             | Viergeschossiger traufseitiger Satteldachbau mit Sandsteinfassade, Mittelerker, Zwerchhaus mit geschweiftem Volutengiebel und ausgebautem Dachgeschoss, im Neu-Nürnberger-Stil, von Ludwig Hausl, 1901; bauliche Gruppe mit Simonstraße 3 / 5 / 7 / 9 / 11. | D-5-63-000-1671 Wikidata | BW                   |
| Simonstraße 14 (Standort)  | Mietshaus            | Viergeschossiger traufseitiger Satteldachbau mit Sandsteinfassade, breitem Zwerchhaus mit Attika und ausgebautem Fachwerk-Dachgeschoss, in Neurenaissance-Formen, von Martin Macher, 1901/02. | D-5-63-000-1297 Wikidata | BW                   |
| Simonstraße 16 (Standort)  | Mietshaus            | Viergeschossiger traufseitiger Satteldachbau mit Sandsteinfassade, reich gegliedertem Erker, Zwerchhaus mit Ziergiebel und ausgebautem Fachwerk-Dachgeschoss, im Neu-Nürnberger-Stil, von Ludwig Hausl, 1900/01; Rückgebäude, zweigeschossiger Fachwerkbau mit Ziegelsteinausfachung und Pultdach, gleichzeitig. | D-5-63-000-1298 Wikidata | BW                   |
| Simonstraße 16a (Standort) | Mietshaus in Ecklage | Fünfgeschossiger Satteldachbau mit Sandsteinfassade mit Erkern, Zwerchgiebeln, Eckloggien und polygonalem Turmaufsatz mit Zwiebelhaube, Neubarock, von Karl Bohn, bez. 1905. | D-5-63-000-1299 Wikidata | Mietshaus in Ecklage |
| Simonstraße 17 (Standort)  | Mietshaus            | Viergeschossiger traufseitiger Satteldachbau mit vornehm gegliederter Sandsteinfassade mit zwei Segmenterkern mit dazwischengespanntem Gitterbalkon und breitem Zwerchhaus, Jugendstil, von Peringer und Rogler, 1905/06. | D-5-63-000-1300 Wikidata | BW                   |
| Simonstraße 18 (Standort)  | Mietshaus            | Viergeschossiger traufseitiger Satteldachbau mit Sandsteinfassade, Mittelerker, Zwerchhaus und ausgebautem Fachwerk-Dachgeschoss, im Neu-Nürnberger-Stil, von Fritz Walter, 1899. | D-5-63-000-1301 Wikidata | BW                   |
| Simonstraße 19 (Standort)  | Mietshaus in Ecklage | Viergeschossiger Satteldachbau mit Sandsteinfassade mit Erkern, polygonalem Eckerker und attikaähnlicher Dachzone, historisierend mit Jugendstil-Anklängen, von Carl Frank, 1904. | D-5-63-000-1302 Wikidata | Mietshaus in Ecklage |
| Simonstraße 21 (Standort)  | Mietshaus            | Viergeschossiger Mansarddachbau mit Sandsteinfassade, zwei asymmetrisch angeordneten Erkern mit Eisenbalkonbrüstungen und geschweiftem Zwerchgiebel, Jugendstil, von J. und M. Müller, 1911. | D-5-63-000-1614 Wikidata | BW                   |
| Simonstraße 30 (Standort)  | Mietshaus            | Viergeschossiger traufseitiger Satteldachbau mit reich gegliederter und dekorierter Sandsteinfassade und Erker, Neubarock, von Adam Egerer, 1900/01, Aufstockung 1948. | D-5-63-000-1303 Wikidata | BW                   |
| Simonstraße 32 (Standort)  | Mietshaus            | Viergeschossiger traufseitiger Satteldachbau mit Sandsteinfassade und Mittelerker, Neurenaissance, von J. Bock, 1901. | D-5-63-000-1304 Wikidata | BW                   |
| Simonstraße 34 (Standort)  | Mietshaus in Ecklage | Viergeschossiger Satteldachbau mit Sandsteinfassade, Erker, getrepptem Zwerchgiebel, Dachgauben und polygonalem Eckerkerturm mit Zwiebelhaube, im Neu-Nürnberger-Stil, von Johann W. Ammon, 1903/04. | D-5-63-000-1305 Wikidata | BW                   |
| Simonstraße 60 (Standort)  | Mietshaus in Ecklage | Viergeschossiger, asymmetrisch gegliederter Putzbau mit Satteldach, Sandsteinsockel, Stuckfensterrahmung, Erkern, Eisenbalkon und Zwerchgiebeln, historisierend, von Ebert und Müller, bez. 1909; zusammen mit Eckhaus Simonstraße 62 Kopfbauten der Wohnanlage an der Kornstraße. | D-5-63-000-1306 Wikidata | BW                   |
| Simonstraße 62 (Standort)  | Mietshaus in Ecklage | Viergeschossiger, asymmetrisch gegliederter Putzbau mit Satteldach, Sandsteinsockel, Stuckfensterrahmung, Erkern, Eisenbalkon und Zwerchgiebeln, historisierend, von Ebert und Müller, 1909; zusammen mit Eckhaus Simonstraße 60 Kopfbauten der Wohnanlage an der Kornstraße. | D-5-63-000-1812 Wikidata | BW                   |

## Soldnerstraße
| Lage                        | Objekt                     | Beschreibung | Akten-Nr.                | Bild |
| --------------------------- | -------------------------- | --- | ------------------------ | ---- |
| Soldnerstraße 60 (Standort) | Mittelschule Soldnerstraße | Mehrteiliger Gebäudekomplex um drei Innenhöfe mit zweigeschossigem Kopfbau mit Eingangshalle und Lehrerzimmer an der Nordseite, zweigeschossigen und versetzt angeordneten Schulsaalflügeln an der Ost- und Nordseite, erdgeschossigen Pavillonketten mit verbindenden Laubengängen an der Süd- und Westseite, Betonrasterbauten mit Ziegelausfachung und flachgeneigten Pultdächern, nach Planung des Städtischen Hochbauamtes Fürth, 1959–61, mit Kunst am Bau: Mosaiken in der Eingangshalle und zwei Steinbrunnen in den Innenhöfen von Gudrun Kunstmann. Siehe auch Max-Planck-Straße 19. | D-5-63-000-1679 Wikidata | BW   |

## Sommerstraße
| Lage                                                                               | Objekt                              | Beschreibung | Akten-Nr.                | Bild                                |
| ---------------------------------------------------------------------------------- | ----------------------------------- | --- | ------------------------ | ----------------------------------- |
| Sommerstraße 1 (Standort)                                                          | Mietshaus                           | Viergeschossiger traufseitiger Satteldachbau mit reich gegliederter Sandsteinfassade mit rustiziertem Erdgeschoss und flachen Seitenrisaliten, Neurenaissance, von David Röhm, 1883/84. | D-5-63-000-1307 Wikidata | weitere Bilder                      |
| Sommerstraße 2 / Nürnberger Straße 33a (Standort)                                  | Mietshaus in Ecklage                | Dreigeschossiger Satteldachbau mit Sandsteinfassade, flachen Seitenrisaliten mit Segmentgiebeln und flachem Dreiecksgiebel an der abgeschrägten Ecke, Neurenaissance in spätklassizistischer Tradition, von Georg Müller, 1881. | D-5-63-000-1308 Wikidata | Mietshaus in Ecklage                |
| Sommerstraße 3 (Standort)                                                          | Mietshaus                           | Viergeschossiger traufseitiger Satteldachbau mit reich gegliederter Sandsteinfassade mit flachen Seitenrisaliten, Mittelrisalit mit Erker und Turmaufsatz, von Ludwig Schmitz, 1884/85; Rückwärtiges Mietshaus, zweigeschossiger traufseitiger Sandsteinbau mit Satteldach, um 1880; Ehemalige Metallwarenfabrik, zweigeschossiger Sandsteinbau mit Kniestock und Pultdach, von Andreas Kanzler, 1883.      | D-5-63-000-1309 Wikidata | weitere Bilder                      |
| Sommerstraße 4 (Standort)                                                          | Mietshaus                           | Dreigeschossiger Mansarddachbau mit Sandsteinfassade mit flachem Mittelrisalit und Zwerchhaus mit Segmentgiebel, Neurenaissance, wohl von Georg Müller, 1881. | D-5-63-000-1310 Wikidata | Mietshaus                           |
| Sommerstraße 6 (Standort)                                                          | Mietshaus mit Gaststätte            | Viergeschossiger traufseitiger Satteldachbau mit reich gegliederter Sandsteinfassade mit flachen Seitenrisaliten, Neurenaissance, von Georg Müller jr., 1882; Rückgebäude, dreigeschossiger Backsteinbau mit Pultdach und Werkstein-Fenstergewänden, gleichzeitig; Remise, erdgeschossiger Backsteinbau mit Pultdach, gleichzeitig.                                                                         | D-5-63-000-1311 Wikidata | Mietshaus mit Gaststätte            |
| Sommerstraße 7 (Standort)                                                          | Mietshaus                           | Viergeschossiger traufseitiger Satteldachbau mit reich gegliederter Sandsteinfassade mit flachen Seitenrisaliten mit gesprengten Segmentgiebeln, Neurenaissance, von Georg Müller, 1883. | D-5-63-000-1312 Wikidata | weitere Bilder                      |
| Sommerstraße 8 (Standort)                                                          | Mietshaus                           | Dreigeschossiger Mansarddachbau mit reich gegliederter Sandsteinfassade mit Kolossalpilastergliederung am flachen Mittelrisalit und reich dekoriertem Zwerchhaus, Neurenaissance, wohl von Wolfgang Müller, 1885; Rückgebäude, ein- bis dreigeschossiger, abgewinkelter und teilweise geschlämmter Backsteinbau mit Pult- und Flachdach, gleichzeitig.                                                      | D-5-63-000-1313 Wikidata | Mietshaus                           |
| Sommerstraße 9 (Standort)                                                          | Mietshaus                           | Viergeschossiger traufseitiger Satteldachbau mit reich gegliederter Sandsteinfassade mit rustiziertem Erdgeschoss und flachen Seitenrisaliten, Neurenaissance, wohl von Georg Müller, 1885; Rückgebäude, dreigeschossiger Backsteinbau mit Mansarddach und Werkstein-Fenstergewänden, gleichzeitig; Rückgebäude, dreigeschossiger Backsteinbau mit Mansarddach und Werkstein-Fenstergewänden, gleichzeitig. | D-5-63-000-1314 Wikidata | weitere Bilder                      |
| Sommerstraße 10 (Standort)                                                         | Mietshaus                           | Viergeschossiger traufseitiger Satteldachbau mit Sandsteinfassade mit flachen Seitenrisaliten und betonter Mittelachse, Neurenaissance, wohl von Georg Müller, 1882. | D-5-63-000-1315 Wikidata | Mietshaus                           |
| Sommerstraße 11 (Standort)                                                         | Mietshaus                           | Viergeschossiger traufseitiger Satteldachbau mit reich gegliederter Sandsteinfassade mit Attika über breitem Mittelrisalit, Neurenaissance, wohl von Georg Müller, 1886; Rückgebäude, zweigeschossiger Backsteinbau mit Pultdach und Werkstein-Fenstergewänden, gleichzeitig. | D-5-63-000-1316 Wikidata | weitere Bilder                      |
| Sommerstraße 12 / 14 (Standort)                                                    | Doppelmietshaus                     | Viergeschossiger traufseitiger Satteldachbau mit Sandsteinfassade mit rustiziertem Erdgeschoss und flachen Seitenrisaliten, Neurenaissance, von Georg Müller, 1882–84. | D-5-63-000-1317 Wikidata | Doppelmietshaus                     |
| Sommerstraße 13 (Standort)                                                         | Mietshaus                           | Viergeschossiger traufseitiger Satteldachbau mit Sandsteinfassade mit rustiziertem Erdgeschoss, Neurenaissance, wohl von Georg Müller, 1886; Rückgebäude, zweigeschossiger Backsteinbau mit Pultdach, Aufzugsgaube und Werkstein-Fenstergewänden, gleichzeitig; Rückgebäude, zweigeschossiger Backsteinbau mit Pultdach und Werkstein-Fenstergewänden, gleichzeitig.                                        | D-5-63-000-1318 Wikidata | Mietshaus                           |
| Sommerstraße 16 / 18 / 20; Otto-Seeling-Promenade 28 / 30; Maistraße 13 (Standort) | Ehemaliges Fabrikgebäude in Ecklage | Siehe Otto-Seeling-Promenade 28 / 30. | D-5-63-000-1321 Wikidata | Ehemaliges Fabrikgebäude in Ecklage |

## Sonnenstraße
| Lage                                                                            | Objekt                                                                                       | Beschreibung | Akten-Nr.                          | Bild      |
| ------------------------------------------------------------------------------- | -------------------------------------------------------------------------------------------- | --- | ---------------------------------- | --------- |
| Sonnenstraße 35 (Standort)                                                      | Mietshaus                                                                                    | Viergeschossiger Mansarddachbau mit Putzfassade mit hohem Sandsteinsockel, polygonalem Erkerturm, Dachgauben und skulptierter Portalrahmung, historisierend, von Bräutigam und Wiessner, bez. 1913; Rückgebäude, ehemals Fabrikgebäude für Spiegel- und Möbelschreinerei, dreigeschossiger, geschlämmter und verputzter Backsteinbau mit Mansarddach, Zwerchhaus und Lisenengliederung, von Bräutigam und Wiessner, 1912. | D-5-63-000-1322 Wikidata           | Mietshaus |
| Sonnenstraße 36 (Standort)                                                      | Ehemaliges Offizierskasino (Gebäude Nr. 43) der Artilleriekaserne mit Depot                  | Freistehender, dreigeschossiger Backsteinbau mit reichen Sandsteingliederungen und Mittelrisalit, Neurenaissance, 1892/93, Umbau mit Aufstockung 2006. Siehe auch Südstadtpark. | D-5-63-000-1585 zugehörig Wikidata | BW        |
| Sonnenstraße 37 (Standort)                                                      | Mietshaus                                                                                    | Viergeschossiger Mansarddachbau mit Putzfassade mit Sandsteinerdgeschoss, zwei mittig angeordneten Polygonalerkern, Dachgauben und hohem Zwerchhausgiebel, historisierend, von J. und M. Müller, 1910/11. | D-5-63-000-1615 Wikidata           | Mietshaus |
| Sonnenstraße 50-82 (gerade Nummern) (Standort)                                  | Ehemalige Stallbaracke (Gebäude Nr. 50) der Artilleriekaserne mit Depot                      | Langgestreckter, erdgeschossiger und traufseitiger Backsteinbau mit Satteldach, durch vier giebelständige, zweigeschossige Backstein-Pavillons gegliedert, 1892/93 nach Planung von 1890, Umbau 2004; Siehe auch Südstadtpark. | D-5-63-000-1585 zugehörig Wikidata | BW        |
| Sonnenstraße 61-69 (ungerade Nummern); Venusweg 1 / 1a / 7 / 11 / 13 (Standort) | Ehemalige Kasernengebäude (Gebäude Nr. 82A und 83) der Trainkaserne und des Artilleriedepots | Siehe Venusweg 1-13 (ungerade Nummern). | D-5-63-000-99 zugehörig Wikidata   | BW        |

## Spiegelstraße
| Lage                       | Objekt    | Beschreibung | Akten-Nr.                | Bild      |
| -------------------------- | --------- | --- | ------------------------ | --------- |
| Spiegelstraße 1 (Standort) | Mietshaus | Viergeschossiger Mansarddachbau mit Sandsteinfassade, Fachwerk-Mansarde, Erkern und hölzernen Dacherkern mit Spitzhelmen, im Neu-Nürnberger-Stil, von Fritz Walter, 1899/1900; bauliche Gruppe mit Spiegelstraße 3 und Nürnberger Straße 87 / 89.                                                              | D-5-63-000-1323 Wikidata | Mietshaus |
| Spiegelstraße 3 (Standort) | Mietshaus | Viergeschossiger traufseitiger Satteldachbau mit Sandsteinfassade, Erker und hölzernem Dacherker mit Spitzhelm, im Neu-Nürnberger-Stil, von Fritz Walter, 1899/1900; Rückgebäude, viergeschossiger Backsteinbau mit Pultdach, gleichzeitig; bauliche Gruppe mit Spiegelstraße 1 und Nürnberger Straße 87 / 89. | D-5-63-000-1757 Wikidata | Mietshaus |

## Steubenstraße
| Lage                                                                     | Objekt                                                                                              | Beschreibung | Akten-Nr.                          | Bild |
| ------------------------------------------------------------------------ | --------------------------------------------------------------------------------------------------- | --- | ---------------------------------- | ---- |
| Steubenstraße 13 (Standort)                                              | Ehemaliges Regimentswagenhaus (Gebäude Nr. 36) der „Alten“ Infanteriekaserne mit Proviantamt        | Langgestreckter, zweigeschossiger Putzbau mit Walmdach und ausgebauter Dachzone und südseitigen Eingangsrisaliten, um 1912, Umbau 2000. Siehe auch Dr.-Meyer-Spreckels-Straße. | D-5-63-000-1330 zugehörig Wikidata | BW   |
| Steubenstraße 14 (Standort)                                              | Mietshaus                                                                                           | Vier- bis fünfgeschossiger, traufseitiger und asymmetrisch gegliederter Satteldachbau mit Putzfassade, Sandsteinerdgeschoss, Erker mit Eisenbalkonbrüstung, Segmenterker, Eisenbalkon und Walmdachzwerchhaus, Spätjugendstil, von Ebert und Müller, 1909/12; Rückgebäude, zweigeschossiger geschlämmter Backsteinbau mit Pultdach, gleichzeitig; Rückgebäude, erdgeschossiger, geschlämmter Backsteinbau mit Mansarddach und Zwerchhaus, gleichzeitig; bauliche Gruppe mit Steubenstraße 16. | D-5-63-000-1616 Wikidata           | BW   |
| Steubenstraße 16 (Standort)                                              | Mietshaus                                                                                           | Vier- bis fünfgeschossiger, traufseitiger und asymmetrisch gegliederter Satteldachbau mit Putzfassade, Sandsteinerdgeschoss, Erker mit Eisenbalkonbrüstung, Segmenterker und Eisenbalkon, Spätjugendstil, von Ebert und Müller, 1909/12; bauliche Gruppe mit Steubenstraße 14. | D-5-63-000-1617 Wikidata           | BW   |
| Steubenstraße 17 / 17a / 19 / 19a / 19b (Standort)                       | Ehemaliges Mannschaftsgebäude (Gebäude Nr. 34) der „Alten“ Infanteriekaserne mit Proviantamt        | Zweigeschossiger Putzbau mit Mansardwalmdach und Mittelrisalit mit kolossaler Pilastergliederung, historisierend, bez. 1912, Umbau 2009. Siehe auch Dr.-Meyer-Spreckels-Straße. | D-5-63-000-1330 zugehörig Wikidata | BW   |
| Steubenstraße 18 (Standort)                                              | Mietshaus                                                                                           | Viergeschossiger Mansarddachbau mit Putzfassade mit Sandsteingliederung, -erdgeschoss und breitem Zwerchhaus, Spätjugendstil, von J. und M. Müller, 1909/14. | D-5-63-000-1618 Wikidata           | BW   |
| Steubenstraße 20 (Standort)                                              | Mietshaus                                                                                           | Viergeschossiger Mansarddachbau mit dekorierter Putzfassade mit Sandsteinerdgeschoss und breitem Zwerchhaus, Spätjugendstil, von Ebert und Müller, 1909/12. | D-5-63-000-1619 Wikidata           | BW   |
| Steubenstraße 21 / 23 (Standort)                                         | Ehemaliges Stabshaus (Gebäude Nr. 33) der „Alten“ Infanteriekaserne mit Proviantamt                 | Zweigeschossiger Putzbau mit Walmdach und turmartigen Eingangsrisaliten, um 1912, Umbau 2009. Siehe auch Dr.-Meyer-Spreckels-Straße. | D-5-63-000-1330 zugehörig Wikidata | BW   |
| Steubenstraße 22 (Standort)                                              | Mietshaus in Ecklage                                                                                | Vier- bis fünfgeschossiger, asymmetrisch gegliederter Mansard- und Walmdachbau mit dekorierter Putzfassade und Sandsteinerdgeschoss, Spätjugendstil, von Ebert und Müller, nach 1908. | D-5-63-000-1620 Wikidata           | BW   |
| Steubenstraße 27 (Standort)                                              | Ehemaliges Offizierskasino (Gebäude Nr. 22) der „Alten“ Infanteriekaserne mit Proviantamt           | Freistehender, zweigeschossiger Putzbau mit Walmdach, Rundturm auf dem erhöhten Mittelrisalit und reichem Stuckdekor, mit Einfriedung, Pfeilgitterzaun und Pfeiler, Jugendstil, von Jakob Schmeißner, 1902/03, Umbau 2006. Siehe auch Dr.-Meyer-Spreckels-Straße. | D-5-63-000-1330 zugehörig Wikidata | BW   |
| Steubenstraße 31 (Standort)                                              | Ehemalige Kompaniekaserne (Gebäude 21) der „Alten“ Infanteriekaserne mit Proviantamt                | Langgestreckter, zweigeschossiger Backsteinbau mit Satteldach, historisierend, ab 1893, um 2002 abgebrochen. Siehe auch Dr.-Meyer-Spreckels-Straße. | D-5-63-000-1330 zugehörig Wikidata | BW   |
| Steubenstraße 39; Isaak-Loewi-Straße 19-27 (ungerade Nummern) (Standort) | Ehemalige Westliche bzw. Erste Halbbataillonskaserne (Gebäude Nr. 10) der „Neuen“ Infanteriekaserne | Siehe Isaak-Loewi-Straße 19 / 21 / 23 / 25 / 27. | D-5-63-000-1584 zugehörig Wikidata | BW   |
| Steubenstraße 41 / 43 (Standort)                                         | Ehemaliges Familiengebäude (Gebäude Nr. 4) der „Neuen“ Infanteriekaserne                            | Dreigeschossiger Putzbau mit Walmdach, Dacherkern und flachen Seitenrisaliten, südlich anschließend Reste einer Einfriedung, verputzte Mauer mit Eisengitterdurchbrüchen und Sandsteinabdeckung, um 1914/15, Umbau um 2003. Siehe auch Isaak-Loewi-Straße. | D-5-63-000-1584 zugehörig Wikidata | BW   |

## Stiftungsstraße
| Lage                          | Objekt                         | Beschreibung | Akten-Nr.                | Bild |
| ----------------------------- | ------------------------------ | --- | ------------------------ | ---- |
| Stiftungsstraße 41 (Standort) | Transformatorenhaus in Ecklage | Zweigeschossiger, verputzter Walmdachbau mit Sandsteingliederung und -bauplastik (männliche Torsi mit Symbolen der Elektrizität) über dem Portal, NS-Heimatstil, von Jean Höfler, 1939/40; Einfriedung, verputzte Mauer und Eisengittertore, gleichzeitig. | D-5-63-000-1708 Wikidata | BW   |

## Südstadtpark
| Lage                      | Objekt                                                                              | Beschreibung | Akten-Nr.                          | Bild |
| ------------------------- | ----------------------------------------------------------------------------------- | --- | ---------------------------------- | ---- |
| Südstadtpark (Standort)   | Ehemalige Artilleriekaserne mit Depot                                               | Teil des ehemaligen Kasernenkomplexes in der Südstadt, Teil der ehemaligen William-O.-Darby-Barracks, ab 1890 errichtet. Zu den einzelnen Gebäuden der Gesamtanlage siehe Flößaustraße 84, 86 / 86a-d / 88 / 88a-d, 90, Krautheimerstraße 11, Merkurstraße 21, 25-39 (ungerade Nummern), 41, Sonnenstraße 36, 50-82 (gerade Nummern), Südstadtpark 1 und Ullsteinstraße 3 / 5 / 7, 9-45 (ungerade Nummern). | D-5-63-000-1585 Wikidata           | BW   |
| Südstadtpark 1 (Standort) | Ehemalige Handwerkergebäude (Gebäude Nr. 53 und 54) der Artilleriekaserne mit Depot | Zwei gleichartige, zweigeschossiger Backsteinbauten mit Mittelrisaliten und Sandstein-Gurtgesimsen, um 1890/93, Umbau und Anbau eines Verbindungsbaus 2005. | D-5-63-000-1585 zugehörig Wikidata | BW   |

## Abgegangene Baudenkmäler
In diesem Abschnitt sind Objekte aufgeführt, die früher einmal in der Denkmalliste eingetragen waren, jetzt aber nicht mehr existieren, z. B. weil sie abgebrochen wurden. Aktennummern in diesem Abschnitt sind ehemalige, jetzt nicht mehr gültige Aktennummern.

| Lage                            | Objekt                                        | Beschreibung                                                                                                 | Akten-Nr.       | Bild                                          |
| ------------------------------- | --------------------------------------------- | --- | --------------- | --------------------------------------------- |
| Schwabacher Straße 5 (Standort) | Wohn- und Geschäftshaus, ehemals mit Gasthaus | Dreigeschossiger, traufseitiger Satteldachbau mit Sandsteinfassade, klassizistisch, 1798/99 abgebrochen 2019 | D-5-63-000-1215 | Wohn- und Geschäftshaus, ehemals mit Gasthaus |